# Kim Pan-keun
Kim Pan-keun ((김판근?, 金判根?); 5 marzo 1966) è un ex calciatore sudcoreano, di ruolo difensore.